# 長延連

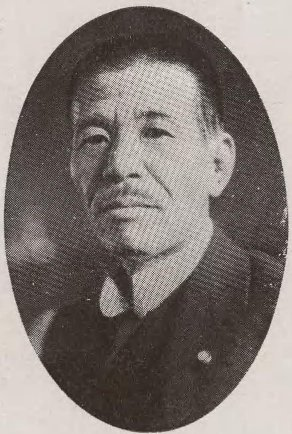
長延連

長 延連（ちょう のぶつら、1881年〈明治14年〉8月4日 - 1944年〈昭和19年〉4月21日）は、日本の内務官僚、実業家。官選県知事、警視総監。

## 経歴
静岡県敷知郡浜松常盤町（浜名郡浜松町大字常盤を経て現浜松市中央区常盤町）出身。長唯連の二男として生まれる。第一高等学校を経て、1907年に京都帝国大学法科大学を卒業。文部省に入り普通学務局属となる。1908年11月、文官高等試験行政科試験に合格。文部省普通学務局第三課長を務める。
内務省に移り、香川県事務官、高知県事務官・警察部長、山梨県警察部長、福岡県警察部長兼港務部長、大分県・山口県・京都府の各内務部長などを歴任。
1922年6月、岡山県知事に就任。以後、島根県知事、石川県知事、兵庫県知事を歴任した。1931年12月、第35代警視総監に就任したが、1932年1月、桜田門事件により罷免され退官した。
その後、東京乗合自動車社長、復興建築助成社長などを務めた。1944年4月21日死去。享年62。

## 栄典
- 1920年（大正9年）11月1日 - 勲四等瑞宝章[2]